# Stopień zagęszczenia
Stopień zagęszczenia, (ID) – miara zagęszczenia gruntów sypkich. Jest to stosunek zagęszczenia występującego w stanie naturalnym do zagęszczenia maksymalnego i oblicza ze wzoru:
{\displaystyle I_{D}={\frac {V_{max}-V}{V_{max}-V_{min}}}={\frac {V_{pmax}-V_{p}}{V_{pmax}-V_{pmin}}}={\frac {{\frac {V_{pmax}}{V_{s}}}-{\frac {V_{p}}{V_{s}}}}{{\frac {V_{pmax}}{V_{s}}}-{\frac {V_{pmin}}{V_{s}}}}}={\frac {e_{max}-e}{e_{max}-e_{min}}}={\frac {\rho _{dmax}}{\rho _{d}}}{\frac {\rho _{d}-\rho _{dmin}}{\rho _{dmax}-\rho _{dmin}}}}
Gdzie:
- emax – wskaźnik porowatości maksymalnej, którą otrzymuje się przez najbardziej luźne usypanie piasku
- emin – wskaźnik porowatości minimalnej, przy możliwie największym zagęszczeniu piasku poprzez wibrację
- e – wskaźnik porowatości naturalnej

Stopień zagęszczenia to geotechniczny parametr wiodący dla gruntów niespoistych. Wykorzystuje się go do określenia nośności danego ośrodka gruntowego.